# Pik Dzerzjinskogo
Pik Dzerzjinskogo (ryska: Пик Дзержинского) är en bergstopp i Kirgizistan. Den ligger i den sydvästra delen av landet, 400 km söder om huvudstaden Bisjkek. Toppen på Pik Dzerzjinskogo är 6 617 meter över havet.
Terrängen runt Pik Dzerzjinskogo är huvudsakligen mycket bergig.  Trakten runt Pik Dzerzjinskogo är nära nog obefolkad, med mindre än två invånare per kvadratkilometer. Det finns inga samhällen i närheten. Trakten runt Pik Dzerzjinskogo är permanent täckt av is och snö.